# Municipio de Neche
El municipio de Neche (en inglés: Neche Township) es un municipio ubicado en el condado de Pembina en el estado estadounidense de Dakota del Norte. En el año 2010 tenía una población de 37 habitantes y una densidad poblacional de 0,29 personas por km².

## Geografía
El municipio de Neche se encuentra ubicado en las coordenadas 48°55′49″N 97°28′53″O / 48.93028, -97.48139. Según la Oficina del Censo de los Estados Unidos, el municipio tiene una superficie total de 127.06 km², de la cual 127 km² corresponden a tierra firme y (0,05 %) 0,06 km² es agua.

## Demografía
Según el censo de 2010, había 37 personas residiendo en el municipio de Neche. La densidad de población era de 0,29 hab./km². De los 37 habitantes, el municipio de Neche estaba compuesto por el 94,59 % blancos, el 5,41 % eran amerindios. Del total de la población el 0 % eran hispanos o latinos de cualquier raza.